# Larisa Lazutina
Larisa Lazutina (n. 1 iunie 1965, Kondopoga, RSFS Rusă, URSS) este o schioară de fond sovietică, medaliată olimpică. A participat la 4 ediții ale Jocurilor Olimpice (1992, 1994, 1998, 2002) în care a câștigat o medalie de aur.